# Michael Suby
Michael Suby (...) è un compositore e musicista statunitense.
È noto per aver composto la musica di molte serie televisive, tra cui The Vampire Diaries e Kyle XY.

## Filmografia

### Compositore
- Streets of Legend - film, regia di Joey Curtis (2003)
- The Real Cancun - documentario, regia di Rick de Oliveira (2003)
- The Duff Challenge - film TV, regia di Brian Canning e Doug Chernack (2003)
- The Butterfly Effect - film, regia di Eric Bress e J. Mackye Gruber (2004)
- Able Edwards - film, regia di Graham Robertson (2004)
- Handshake - film, regia di Patrick Smith (2004)
- The Simple Life - serie TV (reality show), episodio 3x03 (2005)
- Tamara - Toccata dal fuoco - film, regia di Jeremy Haft (2005)
- The Scholar - serie TV, 6 episodi (2005)
- The Zodiac - film, regia di Alexander Bulkley (2005)
- The Butterfly Effect 2 - film, regia di John R. Leonetti (2006)
- Robot Chicken: Star Wars - film TV, regia di Seth Green (2007)
- Home of the Giants - film, regia di Rusty Gorman (2007)
- Al passo con i Kardashian - serie TV (reality show), 8 episodi (2007)
- Living Lohan - serie TV (reality show), 10 episodi (2008)
- Robot Chicken: Star Wars Episode II - film TV, regia di Seth Green (2008)
- Kill Theory - film, regia di Chris Moore (2009)
- The Shortcut - film, regia di Nicholaus Goossen (2009)
- Kyle XY - serie TV, 42 episodi (2006-2009)
- Models of the Runway - serie TV (reality show), episodi sconosciuti (2009)
- Robot Chicken - serie TV, 23 episodi (2005-2009)
- Make It or Break It - Giovani campionesse - serie TV, 20 episodi (2009-2010)
- Le sorelle Kardashian a Miami - serie TV (reality show), 16 episodi (2009-2010)
- The Vampire Diaries - serie TV, 42 episodi (2009-2011)
- After the Runway - serie TV, 4 episodi (2011)
- Project Runway - serie TV (talent show), 27 episodi (2010-2011)
- Project Runway All Stars - serie TV (gioco a premi), 3 episodi (2012)
- Pretty Little Liars - serie TV, 95 episodi (2010 - in corso)
- The Originals - serie TV, 22 episodi (2013-2018)

### Colonna sonora
- Kyle XY - serie TV, 2 episodi (2008)
- I Love Movies - film, regia di Paul Soter (2007)

### Singoli
- Stefan's Theme - 1:16 (Various Artists - The Vampire Diaries (Original Television Soundtrack))
- 1864 - 1:44 (Various Artists - The Vampire Diaries (Original Television Soundtrack))
- No Way Out - 3:54 (Rie Sinclair - No Way Out)

### Album
- The Zodiac Original Motion Picture Soundtrack - 31 brani (Lakeshore Records - 2006)